# Kosmos 2388
Kosmos 2388, ruski satelit sustava ranog upozorenja o raketnom napadu, iz programa Kosmos. Vrste je Oko (br. 6064).
Lansiran je 1. travnja 2002. godine u 22:06 s kozmodroma Pljesecka u Rusiji. Lansiran je u visoku orbitu oko planeta Zemlje raketom nosačem Molnija-M 8K78M. Orbita mu je 519 km u perigeju i 39.727 km u apogeju. Orbitna inklinacija mu je 62,93°. Spacetrackov kataloški broj je 27409. COSPARova oznaka je 2002-017-A. Zemlju obilazi u 715,57 minuta. Pri lansiranju bio je mase kg. 
Iz te misije još su tri objekta bila u orbiti, koja su se vratila u atmosferu, dva iz niske orbite - BOZ i 11S510 te blok 2BL iz visoke orbite.

## Vanjske poveznice
- N2YO.com Search Satellite Database
- Celes Trak SATCAT Format Documentation (engl.)
- Kunstman  Arhivirana inačica izvorne stranice od 12. kolovoza 2019. (Wayback Machine) Satellites in Orbit (engl.)